# Judas (레이디 가가의 노래)
"Judas"는 미국의 가수 레이디 가가의 노래로 두 번째 정규 음반 Born This Way (2011)의 두 번째 싱글로 발매되었다. 싱글은 2011년 4월 15일 인터스코프 레코드를 통해 세계적으로 발매했다.

## 트랙 리스트
| - 디지털 다운로드 1. "Judas" – 4:09 - CD 싱글 1. "Judas" – 4:10 2. "Born This Way" (Twin Shadow Remix) – 4:19 - Judas – The Remixes 1. "Judas" (Goldfrapp Remix) – 4:42 2. "Judas" (Hurts Remix) – 3:57 3. "Judas" (Mirrors Une Autre Monde – Nuit) – 6:14 4. "Judas" (Guéna LG Club Mix) – 7:41 5. "Judas" (John Dahlback Remix) – 6:01 6. "Judas" (Chris Lake Remix) – 5:09 7. "Judas" (R3HAB Remix) – 4:56 | - Judas – The Remixes Part 1 1. "Judas" (Goldfrapp Remix) – 4:42 2. "Judas" (Hurts Remix) – 3:56 3. "Judas" (Mirrors Une Autre Monde – Nuit) – 6:14 4. "Judas" (Guéna LG Club Mix) – 7:40 - 12" 맥시 싱글 1. "Judas" – 4:09 2. "Judas" (Alessio Silvestro Club Mix) – 6:16 3. "Judas" (StopMe Sinner Club Mix) – 6:29 4. "Judas" (Frost's Extended Album Mix) – 8:07 5. "Judas" (Matt Nevin Extended Edit) – 6:09 6. "Judas" (Sex Ray Vision Remix) – 3:49 |

## 차트 및 인증
| 차트 (2011)                      | 최고 순위 |
| -------------------------------- | --------- |
| 오스트레일리아 싱글 차트         | 6         |
| 오스트리아 싱글 차트             | 6         |
| 벨기에 싱글 차트 (플랜더스)      | 6         |
| 벨기에 싱글 차트 (왈로니아)      | 6         |
| 캐나디안 핫 100                  | 8         |
| 체코 에어플레이 차트             | 19        |
| 덴마크 싱글 차트                 | 10        |
| 네덜란드 탑 40                   | 24        |
| 핀란드 싱글 차트                 | 3         |
| 프랑스 싱글 차트                 | 8         |
| 독일 미디어 컨트롤 싱글 차트     | 23        |
| 헝가리 싱글 차트                 | 4         |
| 아일랜드 싱글 차트               | 4         |
| 이탈리아 싱글 차트               | 3         |
| 재팬 핫 100                      | 7         |
| 뉴질랜드 싱글 차트               | 12        |
| 노르웨이 싱글 차트               | 3         |
| 스코틀랜드 싱글 차트             | 5         |
| 슬로바키아 에어플레이 차트       | 4         |
| 한국 가온 디지털 종합차트 (국제) | 1         |
| 스페인 싱글 차트                 | 6         |
| 스웨덴 싱글 차트                 | 7         |
| 스위스 싱글 차트                 | 8         |
| 영국 싱글 차트                   | 8         |
| 미국 빌보드 핫 100               | 10        |
| 미국 어덜트 탑 40                | 40        |
| 미국 핫 댄스 클럽 송             | 6         |
| 미국 팝 송                       | 15        |

| 국가           | 인증 |
| -------------- | ---- |
| 오스트레일리아 | 골드 |